# Džihad
Džihad (arap. جهاد; „borba”) je islamski naziv za jednu od religijskih obaveza kod muslimana. U Kuranu se pojavljuje na 41 mjestu, najčešće u idiomatskom obliku „borba na putu Alaha” (arap. al-jihad fi sabil Allah). Osoba koja prakticira džihad zove se „mudžahid”, odnosno u množini „mudžahedini”. Džihad je jedna od važnijih muslimanskih obaveza: pojedini sunitski učenjaci nazivaju je i „šestim stupom islama” (iako nema takav službeni status), dok u šijitskom islamu dvanaestog imama predstavlja jedan od „deset stupova vjere”.
Muslimani koriste riječ „džihad” u tri različita konteksta:
- Unutrašnja borba za očuvanje islamske vjere
- Borba za očuvanje islamskog društva
- Općenita borba za obranu islama

U zapadnom svijetu naziv džihad često se prevodi kao „sveti rat” i ima negativnu konotaciju zbog terorističkih skupina čija imena sadrže tu riječ, no učenjaci islamskih studija često tvrde kako nije riječ o sinonimima. Muslimanski autori u potpunosti odbacuju takve poveznice tvrdeći kako riječ nije ratnohuškačke već miroljubive naravi.